# Pierre G. Lévy
Pierre Gaspard Levy (* 27. November 1894 in Biel/Bienne, Schweiz; † 6. März 1945 in Paris) war ein Schweizer Verleger.

## Leben und Tätigkeit
Levy ließ sich 1928 in Paris nieder, wo er den Verlag Éditions du Carrefour gründete. Den Mittelpunkt des Verlagsprogramms bildete zunächst die von 1929 bis 1931 erschienene avantgardistische Zeitschrift Bifur, in der Beiträge von Autoren wie James Joyce, Hans Arp, Tristan Tzara auch Gottfried Benn vertreten waren. Nach der Fertigstellung der siebten Ausgabe der Zeitschrift übertrug Lévy die Herausgeberschaft aus finanziellen Gründen der kommunistischen Partei Frankreichs, vertreten durch Paul Nizan und Jean-Paul Sartre, die allerdings nur noch eine Ausgabe fertig stellten (diese enthielt u. a. Martin Heideggers Beitrag „Was ist Metaphysik?“). Außer der Zeitschrift Bifur brachte Levys Verlag noch einige ebenfalls avantgardistisch orientierte Romane auf den Markt.
Im März 1933 verkaufte Levy seinen Verlag, der zu diesem Zeitpunkt in finanziellen Schwierigkeiten steckte, an den nach dem Machtantritt der Nationalsozialisten aus Deutschland geflohenen KPD-Funktionär Willy Münzenberg. Münzenberg, der bis 1933 als „kommunistischer Zeitungskönig“ einen Großteil der KPD-eigenen Presse geleitet und herausgegeben hatte, wandelte die Editions du Carrefour anschließend binnen kurzer Zeit von einem Verlag für schöngeistige und avantgardistische Schriften in einen der wichtigsten Verlage der antinazistischen deutschen Exilpublizistik um, in dem neben Romanen und Gedichtbänden linker Autoren wie Johannes R. Becher, Bertolt Brecht und Anna Seghers vor allem politisch-aufklärerische Schriften über die Zustände im nationalsozialistisch regierten Deutschland und anderen faschistischen Regimes Europas, wie z. B. das Braunbuch über Reichstagsbrand und Hitlerterror, erschienen. Levy, aufgrund seiner jüdischen Abstammung und entschieden antifaschistischen politischen Einstellung ein strikter Gegner des NS-Regimes, stellte sich Münzenberg und seinen Mitarbeitern nach der Übertragung seines Verlages noch als Berater zur Verfügung, der ihnen Kontakte innerhalb der Pariser Verlags- und Presselandschaft verschaffte.

## Veröffentlichungen
- Bifur, 8 Ausgaben (1929–1931), Nachdruck: Paris: Jean-Michel Place 1976 (2 Bde.).